# Лепениця
Лепениця, (болг. Лепеница) — печера в Болгарії, що розтащована в Західних Родопах.

## Розташування
Печера знаходиться біля підніжжя гори Сютка, а територія на якій знаходиться печера вкрита лісом. Лепениця знаходиться за 10 km на південний-захід від міста Ракитово та за 11 км на південь від Велинграду.

## Відкриття та дослідження
Щоб досліджувати Лепеницю та печери поруч жителі Ракитова в 1930 році створили першу організацію Болгарського печерного союзу, що називалася «Софія». Але ще до того, в 1925 та 1927 роках, академік Іван Буреш (1885—1980) як керівник Царського природознавчого музею, проводив в печери біоспелеологічні дослідження. Близько 400 метрів печери було досліджено та нанесено на карти під час наступної експедиції в 1931, але повномаштабних картування та дослідження не відбулося аж до 1973 року.
Фауна печери є виключно багата та цікава. На сьогоднішній день відомо 24 види тварин, з яких 6 видів відносяться до триглобнітів (живуть виключно в печерах), що заселяють Лепеницю.
Річка Лепениця тече найнижчим ярусом печери. На найвищому ярусі знаходиться безліч малих озер. На середніх ярусах знаходиться безліч печерних формацій. Тут сухо, є два озера, під час сезону дощів озер стає чотири. В печері є багато сталактитів, сталагнітів та інш. В Лепениці знайдено 7 печерних перлин, які експонують в Природознавчому музей в Софії.
Вивчено та нанесено на карти 1356 м печери, загальна довжина якої складає 1525 m. Загальна площа печери — 52 га. 27 липня 1930 року в Ракитово створено організацію, що займається Лепеницею. Жителі Ракитово обладнали другий вхід до печери, бо природний було затоплено. План побудувати хижу біля входу залишився нереалізованим. Печеру Лепеницю внесено до списку пам'яток природи 10 жовтня 1962 року.

## Фауна
Лепеницю населяє 7 різних видів кажанів, що живуть тут в різні пори року. Спостереженнями вдалося встановити ці види:
1. Підковик великий (Rhinolophus ferrumequinum)
2. Підковик малий (Rhinolophus hipposideros)
3. Нічниця триколірна (Myotis emarginatus)
4. Нічниця велика (Myotis myotis)
5. Нічниця гостровуха (Myotis blythii)
6. Широковух звичайний (Barbastella barbastellus)
7. Вухань австрійський (Plecotus austriacus)

Шість з семи видів кажанів, що населяють Лепеницю є пріоритетними для захисту в Європі: підковик великий та малий, а також широковух звичайний, а ще 3 види кажанів: нічниця гостровуха, нічниця велика та нічниця триколірна. Печера є важливим зимовим прихистком для, щонайменше, 3-х видів кажанів: підковика великого та малого та нічниці великої.

## Туризм
- Зараз печера є важливою туристичною принадою, хоча останні 50 років вона була недоступною для туристів.
- В 1960 році вона була внесена в список пам'яток природи Болгарії.
- Всі вилазки в печеру здійснюються тільки за наявності провідника та у спеціальному спорядженні. Рух всередині печери здійснюється лише по строго визначеним маршрутам.